# 와타리 다이키
와타리 다이키(일본어: 渡 大生, 1993년 6월 25일 ~ )는 일본의 축구 선수이다. 현재 J2리그의 도쿠시마 보르티스에서 뛰고 있다.

## 구단 경력
그는 2012년부터 J리그의 기라반츠 기타큐슈, 도쿠시마 보르티스, 산프레체 히로시마, 오이타 트리니타, 아비스파 후쿠오카에서 뛰었다.